# Başkent Voleybol Salonu
Başkent Voleybol Salonu – hala sportowa w Ankarze. Jest to jeden z obiektów kompleksu sportowego powstałego na zlecenie Tureckiego Związku Piłki Siatkowej. Prace budowlane trwały od 8 kwietnia 2009 roku do 6 lutego 2010 roku. Obiekt może pomieścić 7600 widzów.
Oprócz hali głównej w kompleksie wybudowano także halę treningową z widownią na 850 osób, dwa kryte boiska do siatkówki plażowej, różne obiekty usługowe oraz galerię sław.
Swoje mecze na tym obiekcie rozgrywają męskie i żeńskie kluby siatkarskie.

## Wydarzenia sportowe
- F4 Ligi Europejskiej kobiet
- Mistrzostwa Świata kadetek 2011
- Mistrzostwa Europy kadetów 2011
- Mistrzostwa Europy juniorek 2012
- Grand Prix 2013 – Grupa C
- Mistrzostwa Świata Juniorów 2013
- Mistrzostwa Europy kadetów 2015